# Ле-Трамблуа
Ле-Трамблуа́ (фр. Le Tremblois) — коммуна во Франции, находится в регионе Франш-Конте. Департамент — Верхняя Сона. Входит в состав кантона Гре. Округ коммуны — Везуль.
Код INSEE коммуны — 70505.

## География
Коммуна расположена приблизительно в 290 км к юго-востоку от Парижа, в 37 км северо-западнее Безансона, в 55 км к юго-западу от Везуля.
По территории коммуны протекает река Тениз (фр. Tenise).

## Население
Население коммуны на 2010 год составляло 187 человек.
| 1962 | 1968 | 1975 | 1982 | 1990 | 1999 | 2010 |
| ---- | ---- | ---- | ---- | ---- | ---- | ---- |
| 117  | 120  | 124  | 148  | 142  | 148  | 187  |

## Экономика

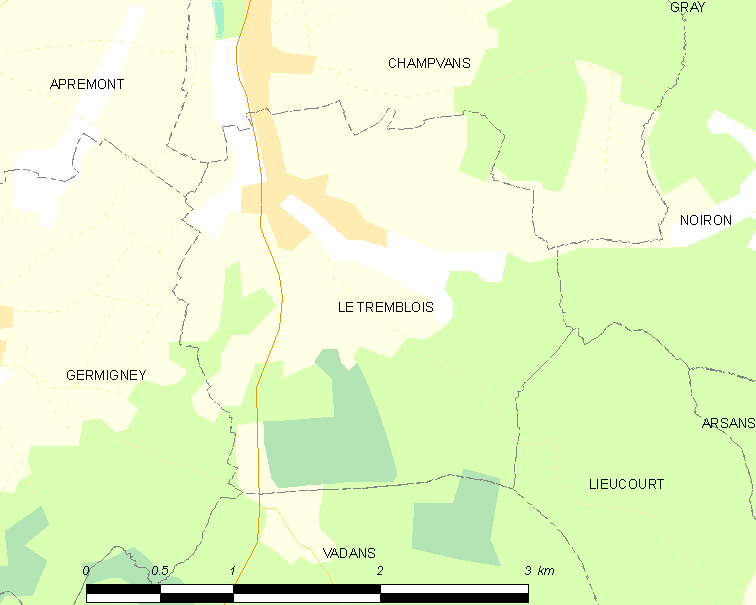
Карта коммуны

В 2010 году среди 118 человек трудоспособного возраста (15—64 лет) 93 были экономически активными, 25 — неактивными (показатель активности — 78,8 %, в 1999 году было 72,3 %). Из 93 активных жителей работали 86 человек (43 мужчины и 43 женщины), безработных было 7 (4 мужчины и 3 женщины). Среди 25 неактивных 9 человек были учениками или студентами, 12 — пенсионерами, 4 были неактивными по другим причинам.